# Gynoplistia heroni
Gynoplistia heroni là một loài ruồi trong họ Limoniidae. Chúng phân bố ở miền Australasia.